# WTA Finals 2025
Las Finales de la WTA de 2025 será un torneo femenino de tenis. Será la 54.ª edición de la competición en individuales y la 49.ª edición de la competición en dobles. Participaron las ocho mejores jugadoras de la temporada en el cuadro de individuales y las ocho mejores parejas en el cuadro de dobles.

## Torneo

### Formato
El evento contaró con las ocho mejores jugadoras en individuales el evento consiste en un todos contra todos, divididos en dos grupos de cuatro. Durante los primeros cuatro días de competición, cada jugadora se enfrenta con las otras tres jugadoras en su grupo, las dos primeras de cada grupo avanzan a las semifinales. La jugadora que se haya clasificado la primera en su grupo se enfrenta con la jugadora que se clasifique de segunda en el otro grupo, y viceversa. Las ganadoras de cada semifinal se enfrentan en la final por el campeonato.

#### Desempate en el round-robin
Las posiciones finales en cada grupo, desde la primera hasta la última, quedarán establecidas sobre la base de la siguiente jerarquía de reglas:
1. Mayor número de victorias.
2. Mayor número de partidos jugados.
3. Si 2 jugadoras están empatadas, quedará por delante la vencedora del encuentro disputado entre ambas.
4. Si 3 jugadoras están empatadas:

a) Mayor número de partidos jugados.
b) Mayor porcentaje de sets ganados.
c) Mayor porcentaje de juegos ganados.
Si en aplicación de uno de esos 3 criterios (a, b, c) una de las jugadoras desempatase, se volvería al punto 3 para deshacer el empate entre las 2 restantes.

## Carrera al campeonato

### Individuales
Ranking actualizado a 27 de junio de 2025.
     Aquellas jugadoras en azul se encuentran disputando el torneo de Bad Homburg.
| AUS           | FRA                   | WIM     | USO     | CAT | DUB | IW      | MIA     | MAD     | ROM     | CAN     | CIN     | PEK | WUH | 1 | 2 | 3      | 4      | 5      | 6      |        |        |      |    |   |
| 1             | Aryna Sabalenka       | F 1300  | F 1300  |     |     | R32 10  | R16 120 | F 650   | G 1000  | G 1000  | CF 215  |     |     |   |   | G 500  | F 325  | SF 195 |        |        |        | 6615 | 11 | 3 |
| 2             | Coco Gauff            | CF 430  | G 2000  |     |     | R32 10  | R32 10  | R16 120 | R16 120 | F 650   | F 650   |     |     |   |   | G 500  | CF 108 | R16 1  |        |        |        | 4599 | 11 | 2 |
| 3             | Iga Świątek           | SF 780  | SF 780  |     |     | SF 390  | CF 215  | SF 390  | CF 215  | SF 390  | R32 65  |     |     |   |   | F 325  | F 325  | CF 108 |        |        |        | 3983 | 10 | 0 |
| 4             | Madison Keys          | G 2000  | CF 430  |     |     | A 0     | A 0     | SF 390  | R32 65  | CF 215  | R32 65  |     |     |   |   | G 500  | SF 195 | R16 60 | CF 54  | R32 1  |        | 3975 | 10 | 2 |
| 5             | Mirra Andreeva        | R16 240 | CF 430  |     |     | R32 65  | G 1000  | G 1000  | R32 65  | CF 215  | CF 215  |     |     |   |   | SF 195 | R16 60 | R16 1  | R32 1  |        |        | 3487 | 11 | 2 |
| 6             | Jessica Pegula        | R32 130 | R16 240 |     |     | CF 215  | R16 120 | R16 120 | F 650   | R32 65  | R32 65  |     |     |   |   | G 500  | F 325  | F 325  | G 250  | CF 108 | R16 1  | 3115 | 12 | 2 |
| 7             | Jasmine Paolini       | R32 130 | R16 240 |     |     | R16 120 | R16 120 | R16 120 | SF 390  | R32 65  | G 1000  |     |     |   |   | SF 195 | SF 195 | RR 90  | R16 1  |        |        | 2666 | 12 | 1 |
| 8             | Elena Rybakina        | R16 240 | R16 240 |     |     | CF 215  | SF 390  | R16 120 | R64 10  | R32 65  | R32 65  |     |     |   |   | G 500  | G 250  | SF 195 | CF 108 | CF 108 |        | 2406 | 13 | 2 |
| ↓ Suplentes ↓ |                       |         |         |     |     |         |         |         |         |         |         |     |     |   |   |        |        |        |        |        |        |      |    |   |
| 9             | Elina Svitolina       | CF 430  | CF 430  |     |     | R32 65  | R32 65  | CF 215  | R16 120 | SF 390  | CF 215  |     |     |   |   | G 250  | R16 60 | R16 1  |        |        |        | 2241 | 10 | 1 |
| 10            | Amanda Anisimova      | R64 70  | R16 240 |     |     | G 1000  | R64 10  | R64 10  | R16 120 | R64 10  | R64 10  |     |     |   |   | F 325  | SF 195 | CF 108 | R16 60 | CF 54  | R32 1  | 2241 | 13 | 0 |
| 11            | Ekaterina Alexandrova | R128 10 | R16 240 |     |     | SF 390  | R64 10  | R64 10  | R64 10  | R16 120 | A 0     |     |     |   |   | G 500  | SF 195 | SF 195 | CF 108 | SF 98  | R16 60 | 1947 | 14 | 1 |
| 12            | Emma Navarro          | CF 430  | R128 10 |     |     | R32 10  | R16 120 | R32 65  | R64 10  | R32 65  | R32 65  |     |     |   |   | G 500  | CF 108 | CF 108 | CF 108 | CF 108 | R16 60 | 1936 | 15 | 1 |
| 13            | Clara Tauson          | R32 130 | R32 130 |     |     | R64 10  | F 650   | R32 65  | R32 65  | R64 10  | R16 120 |     |     |   |   | G 250  | SF 195 | R16 60 | CF 54  | R32 1  |        | 1741 | 13 | 1 |
| 15            | Jeļena Ostapenko      | R128 10 | R32 130 |     |     | F 650   | R64 10  | R64 10  | R64 10  | R64 10  | R16 120 |     |     |   |   | G 500  | R16 60 | R16 60 | R16 30 | R32 1  | R32 1  | 1602 | 14 | 1 |
| 16            | Paula Badosa          | SF 780  | R32 130 |     |     | R32 65  | R16 120 | A 0     | R16 120 | A 0     | A 0     |     |     |   |   | CF 108 | CF 108 | R16 60 | R16 1  | R32 1  |        | 1601 | 10 | 0 |
| 20            | Belinda Bencic        | R16 240 | A 0     |     |     | A 0     | R32 65  | CF 215  | R64 35  | R16 120 | R128 10 |     |     |   |   | G 500  | R16 85 | RR 32  | R32 1  |        |        | 1303 | 10 | 1 |

### Dobles
Ranking actualizado a 24 de junio de 2025.
     Aquellas parejas en azul se encuentran disputando el torneo de Berlín.
| 1             | Sara Errani Jasmine Paolini         | G 2000  | G 1000 | F 650   | F 325   | R32 130 | R16 120 | R16 120 | R32 10  | R16 1  |        |        |       | 4706 | 9  | 2 |
| 2             | Kateřina Siniaková Taylor Townsend  | G 2000  | G 1000 | CF 430  | SF 390  | SF 390  |         |         |         |        |        |        |       | 4210 | 5  | 2 |
| 3             | Mirra Andreeva Diana Shnaider       | G 1000  | SF 780 | SF 780  | G 500   | SF 390  | SF 390  | R16 120 | R32 10  |        |        |        |       | 3970 | 8  | 2 |
| 4             | Asia Muhammad Demi Schuurs          | G 1000  | F 325  | R16 240 | R16 240 | CF 215  | CF 108  | CF 108  | R32 10  | R32 10 | R16 1  |        |       | 2760 | 12 | 1 |
| 5             | Su-wei Hsieh Jeļena Ostapenko       | F 1300  | F 650  | SF 390  | R32 130 | R16 120 | R16 10  | R16 1   |         |        |        |        |       | 2601 | 7  | 0 |
| 6             | Xinyu Jiang Wu Fang-hsien           | F 650   | SF 390 | G 250   | G 250   | R32 130 | CF 108  | R32 10  | R32 10  | R32 10 | R16 1  | R16 1  | R16 1 | 2059 | 12 | 2 |
| 7             | Beatriz Haddad Maia Laura Siegemund | SF 390  | F 325  | G 250   | R16 240 | R16 240 | CF 215  | CF 215  | R16 120 |        |        |        |       | 1995 | 7  | 1 |
| 8             | Tereza Mihalíková Olivia Nicholls   | F 650   | G 500  | R16 240 | R16 120 | R16 120 | CF 108  | SF 98   | R64 10  | R32 10 | R32 10 | R32 10 | R16 1 | 1975 | 14 | 1 |
| ↓ Suplentes ↓ |                                     |         |        |         |         |         |         |         |         |        |        |        |       |      |    |   |
| 9             | Tímea Babos Luisa Stefani           | G 500   | G 500  | R16 240 | SF 195  | CF 108  | CF 108  | CF 108  | R16 120 | R32 10 | R32 10 |        |       | 1899 | 10 | 2 |
| 10            | Gabriela Dabrowski Erin Routliffe   | SF 780  | G 500  | CF 215  | R16 120 | R16 10  | R16 10  | R16 10  | R32 10  | R16 1  |        |        |       | 1851 | 9  | 0 |
| 11            | Veronika Kudermetova Elise Mertens  | F 650   | F 650  | CF 430  | SF 98   |         |         |         |         |        |        |        |       | 1828 | 4  | 0 |
| 12            | Anna Danilina Irina Khromacheva     | F 325   | CF 215 | SF 195  | SF 195  | R16 120 | R16 120 | CF 108  | R64 10  | R32 10 | R32 10 | R32 10 |       | 1318 | 11 | 0 |
| 13            | Anna Danilina Aleksandra Krunić     | F 1300  |        |         |         |         |         |         |         |        |        |        |       | 1300 | 1  | 0 |
| 14            | Ulrikke Eikeri Eri Hozumi           | SF 780  | CF 215 | R16 120 | CF 54   |         |         |         |         |        |        |        |       | 1169 | 4  | 0 |
| 15            | Kristina Mladenovic Shuai Zhang     | CF 430  | SF 390 | F 325   | R32 130 | R32 10  |         |         |         |        |        |        |       | 1366 | 5  | 0 |
| 16            | Tímea Babos Nicole Melichar         | R16 240 | CF 215 | SF 195  | SF 195  | CF 108  | CF 108  | R32 10  | R32 10  |        |        |        |       | 1081 | 8  | 0 |